# Facundo Parra
Facundo Manuel Carlos Parra (Buenos Aires, Argentina, 15 de junio de 1987) es un exfutbolista argentino que jugaba como delantero. Su último equipo fue Juventud Unida de San Luis.

## Trayectoria

### Chacarita Juniors
Facundo Manuel Carlos Eduardo Parra, delantero de 184 centímetros, luego del camino de las categorías menores, debutó en el Club Atlético Chacarita Juniors para la temporada 2004-2005, cuando este transitó una de las tantas temporadas en el Nacional B. En su temporada inicial, disputó 20 partidos y convirtió 2 goles.
El segundo año de Parra fue aún mejor, y el más fructífero de los tres en los que permaneció antes de emigrar a Europa. En la 2005/2006 se lo vio en 37 presentaciones en las que marcó 11 conquistas. La siguiente, la 2006/2007, fue algo similar aunque con un juego y un tanto menos: 36 encuentros y 10 anotaciones. Con casi 100 partidos en la máxima categoría del club funebrero, y algo más de dos decenas de goles, Facundo se alejó de la institución de San Martín.

### AE Larisa
A mediados de 2007 pasó al AE Larissas de la máxima categoría del fútbol de Grecia, en el que perduró durante un par de temporadas. En la temporada 2007/08 Facundo disputó 23 partidos con 4 goles, y en la 2008/09, el registro fue de 6 tantos en 29 presentaciones.

### Vuelta a Chacarita
Para mediados de 2009 el delantero oriundo de la Capital Federal pegó la vuelta al Chacarita Juniors, equipo que lo vio nacer en este deporte; estaba nuevamente en la máxima categoría del fútbol argentino. Junto a Mariano Echeverría, uno desde el fondo y otro desde arriba, fueron los pilares de un equipo que solamente se mantuvo una temporada en la Primera División de Argentina. Registró 14 anotaciones en los 35 juegos que disputó en la temporada, pero el “Funebrero” no se mantuvo y descendió al Nacional B. Igualmente para este club , Facundo parra es un de los símbolos que vestieron la camiseta en estos últimos años

### Independiente
En julio firmó para el Club Atlético Independiente, pasando a ser parte del plantel que jugó el Torneo Apertura 2010 y la Copa Sudamericana 2010.
Su primer gol en El Rojo llegó en la derrota por 3 a 1 frente a All Boys. El 25 de noviembre marcó su segundo tanto, esta vez en la semifinal de la copa frente a Liga de Quito. Tras marcar este gol Parra se sacó la camiseta y; abajo de esta, tenía otra con la cara de su perro y una dedicación que decía: Max te amo.
Desempeñó un papel fundamental en el partido de vuelta de la final de dicha Copa Sudamericana, ya que marcó los 2 goles necesarios que forzaron el alargue y los penales, donde el equipo de Avellaneda conquistaría una nueva Copa luego de 15 años. Estos 2 goles, que fueron convertidos de manera muy particular: uno a través de un rebote involuntario y el otro mediante un gran gesto técnico desde el suelo, le permitieron igualar a Parra el récord que ostenta Eduardo Maglioni de 2 goles en una final copera jugando para Independient.
Luego marcó un gol frente a Peñarol en la goleada por 3 a 0 en la Copa Libertadores 2011. Finalizó la misma con 3 goles en 7 partidos jugados.
En el Torneo Clausura 2011 tuvo un buen desempeño y ayudó a su equipo a conseguir la sexta posición del campeonato, marcando 7 goles en 18 partidos, siendo el goleador del equipo en el certamen.
Facundo firmó con el club hasta junio de 2012 a prestamó y sin opción de compra y con una cláusula de venta en diciembre de 2011.

### Atalanta
En junio de 2012 quedó libre de Independiente luego de dos préstamos por el club y fichó por el Atalanta B.C..
En su debut en el club en un partido amistoso, Parra marcó un doblete su equipo ganó por 7-0. Debutó oficialmente al entrar a los 73 minutos contra la Lazio por el campeonato de Serie A. El 28 de noviembre marcó su primer gol con la camiseta del Atalanta contra el Cesena en la victoria 3 a 1 por Copa Italia. El 27 de enero jugó su primer partido como titular haciendo dupla de ataque con su compatriota Germán Denis ante Milan.

### Vuelta a Independiente
En agosto de 2013 (luego del descenso de Independiente de Avellaneda a la B Nacional) Facundo Parra vuelve a Independiente para ayudar a dicho equipo a volver a la Primera División de Argentina. Disputa el primer partido luego del regreso el 17 de agosto de 2013, con una gran ovación al empezar el partido y al ser sustituido. El partido terminó con un empate 2 a 2 entre Independiente y Aldosivi.

### Vuelta a Grecia
En la segunda mitad del año 2014 llega a préstamo al Asteras Tripolis FC por un año, libre de Independiente.
En este club convertiría varios goles importantes , uno de ellos fue en la goleada histórica por 6 a 1 frente al OFI de Grecia

### Retorno a Argentina
El martes 25 de agosto de 2015 se convirtió en nuevo refuerzo de Atlético de Rafaela por un año, aunque finalmente terminó quedándose hasta mediados de 2017, formando parte del plantel que descendió a la Primera B Nacional.
Unos meses después se confirmó su llegada a Agropecuario de Carlos Casares para disputar la segunda división del fútbol argentino, tras el ascenso del club a la categoría por primera vez en su historia.

### Agropecuario de Carlos Casares
Durante su estadía en Agropecuario, institución joven en el fútbol argentino que jugaba su primer torneo B Nacional,  convirtió 2 tantos durante su estadía en la temporada 2017-2018.

### Tres de Febrero
En junio de 2018, el club 3 de Febrero FBC, lo incorpora para la difícil situación de salvar la permanencia en la Primera División de Paraguay.Parra se destaca durante todo el semestre, con buenas actuaciones tanto en partidos de liga, como en partidos de Copa Paraguaya, anotando 7 goles en 21 partidos jugados.

### Fútbol Club Carlos Stein
El 11 de agosto de 2020 Facundo Parra fichó por el FC Carlos Stein de Perú, equipo recién ascendido de Copa Perú que disputará la liga 1.Facundo Parra fichó por el club este año y tiene contrato hasta 31 de diciembre de 2020. Finalmente , termina su vínculo con el cuadro carlista que se fue al descenso en el año 2020

## Estadísticas
Actualizado al 9 de noviembre de 2022
| Chacarita Argentina |               |               |     |    |   |   |    |    |    |     |     |      |      |
| 2ª | 2004-05       | 20            | 2   | —  | — | - | -  | -  | -  | 20  | 2   | 0.10 |      |
| 2ª | 2005-06       | 37            | 11  | —  | — | - | -  | -  | -  | 37  | 11  | 0.30 |      |
| 2ª | 2006-07       | 36            | 10  | —  | — | - | -  | -  | -  | 36  | 10  | 0.28 |      |
| 1ª | 2009-10       | 35            | 14  | —  | — | - | -  | -  | -  | 35  | 14  | 0.40 |      |
| 2ª | 2022          | 6             | 2   | —  | — | - | -  | -  | -  | 6   | 2   | 0.33 |      |
| Total club | Total club    | 128           | 37  | —  | — | - | -  | -  | -  | 128 | 37  | 0.29 |      |
| AE Larissas · Grecia |               |               |     |    |   |   |    |    |    |     |     |      |      |
| 1ª | 2007-08       | 17            | 3   | —  | — | - | -  | 6  | 1  | 23  | 4   | 0.17 |      |
| 1ª | 2008-09       | 35            | 7   | —  | — | - | -  | -  | -  | 35  | 7   | 0.20 |      |
| Total club | Total club    | 52            | 10  | —  | — | - | -  | 6  | 1  | 58  | 11  | 0.19 |      |
| Independiente Argentina |               |               |     |    |   |   |    |    |    |     |     |      |      |
| 1ª | 2010-11       | 31            | 8   | —  | — | - | -  | 18 | 6  | 49  | 14  | 0.29 |      |
| 1ª | 2011-12       | 33            | 8   | —  | — | 2 | 1  | 3  | 1  | 38  | 10  | 0.26 |      |
| 2ª | 2013-14       | 29            | 9   | —  | — | - | -  | -  | -  | 29  | 9   | 0.31 |      |
| Total club | Total club    | 93            | 25  | —  | — | 2 | 1  | 21 | 7  | 116 | 33  | 0.28 |      |
| Atalanta · Italia |               |               |     |    |   |   |    |    |    |     |     |      |      |
| 1ª | 2012-13       | 14            | 0   | —  | — | 2 | 2  | -  | -  | 16  | 2   | 0.13 |      |
| Total club | Total club    | 14            | 0   | —  | — | 2 | 2  | -  | -  | 16  | 2   | 0.13 |      |
| Asteras Tripolis FC · Grecia |               |               |     |    |   |   |    |    |    |     |     |      |      |
| 1ª | 2014-15       | 25            | 5   | —  | — | 4 | 0  | 6  | 3  | 35  | 8   | 0.23 |      |
| Total club | Total club    | 25            | 5   | —  | — | 4 | 0  | 6  | 3  | 35  | 8   | 0.23 |      |
| Atlético de Rafaela Argentina |               |               |     |    |   |   |    |    |    |     |     |      |      |
| 1ª | 2015          | 7             | 1   | —  | — | - | -  | -  | -  | 7   | 1   | 0.14 |      |
| 1ª | 2016          | 10            | 1   | —  | — | - | -  | -  | -  | 10  | 1   | 0.10 |      |
| Total club | Total club    | 17            | 2   | —  | — | - | -  | -  | -  | 17  | 2   | 0.11 |      |
| Santa Cruz · Brasil | 2.ª           |               |     |    |   |   |    |    |    |     |     |      |      |
| Santa Cruz · Brasil | 2.ª           | 2017          | 2   | 0  | 3 | 0 | 3  | 0  | -  | -   | 8   | 0    | 0    |
| Santa Cruz · Brasil | Total         | Total         | 2   | 0  | 3 | 0 | 3  | 0  | -  | -   | 8   | 0    | 0    |
| Agropecuario Argentina | 2.ª           |               |     |    |   |   |    |    |    |     |     |      |      |
| Agropecuario Argentina | 2.ª           | 2017-18       | 19  | 2  | — | — | -  | -  | -  | -   | 19  | 2    | 0.10 |
| Agropecuario Argentina | Total         | Total         | 19  | 2  | — | — | -  | -  | -  | -   | 19  | 2    | 0.10 |
| 3 de Febrero Paraguay | 1.ª           |               |     |    |   |   |    |    |    |     |     |      |      |
| 3 de Febrero Paraguay | 1.ª           | 2018          | 21  | 7  | — | — | 1  | 0  | -  | -   | 22  | 7    | 0.31 |
| 3 de Febrero Paraguay | Total         | Total         | 21  | 7  | — | — | 1  | 0  | -  | -   | 22  | 7    | 0.31 |
| Club Nacional Paraguay | 1.ª           |               |     |    |   |   |    |    |    |     |     |      |      |
| Club Nacional Paraguay | 1.ª           | 2019          | 14  | 3  | — | — | -  | -  | 2  | 0   | 16  | 3    | 0.18 |
| Club Nacional Paraguay | Total         | Total         | 14  | 3  | — | — | -  | -  | 2  | 0   | 16  | 3    | 0.18 |
| All Boys Argentina | 2.ª           |               |     |    |   |   |    |    |    |     |     |      |      |
| All Boys Argentina | 2.ª           | 2019-20       | 16  | 6  | — | — | -  | -  | -  | -   | 16  | 6    | 0.38 |
| All Boys Argentina | Total         | Total         | 16  | 6  | — | — | -  | -  | -  | -   | 16  | 6    | 0.38 |
| Carlos Stein · Perú |               |               |     |    |   |   |    |    |    |     |     |      |      |
| 1ª | 2020          | 19            | 4   | —  | — | - | -  | -  | -  | 19  | 4   | 0.13 |      |
| Total | Total         | 19            | 4   | —  | — | - | -  | -  | -  | 19  | 4   | 0.21 |      |
| Total carrera | Total carrera | Total carrera | 401 | 97 | 3 | 0 | 12 | 3  | 35 | 11  | 451 | 111  | 0.25 |
| (1) Incluye datos de Campeonato Pernambucano. (2) Incluye datos de Copa Argentina, Copa de Brasil, Copa do Nordeste, Copa de Italia y Copa de Grecia. (3) Incluye datos de Copa Sudamericana, Copa Libertadores, UEFA Europa League, Copa Suruga Bank y Recopa Sudamericana. (4) No incluye goles en partidos amistosos. |               |               |     |    |   |   |    |    |    |     |     |      |      |

## Palmarés

### Copas internacionales
| Título            | Club          | País      | Año  |
| ----------------- | ------------- | --------- | ---- |
| Copa Sudamericana | Independiente | Argentina | 2010 |